# Stephanolasca alfierii
Stephanolasca alfierii är en insektsart som beskrevs av Navás 1925. Stephanolasca alfierii ingår i släktet Stephanolasca och familjen fjärilsländor. Inga underarter finns listade i Catalogue of Life.